# Риверс, Диана
Диана Риверс (англ. Diana Rivers, род. 17 октября 1931, Нью-Йорк, Нью-Йорк) — американская писательница, художница и общественный деятель. Она является автором серии книг «Хадра» и признана пионером пространств только для женщин в Арканзасе. Диана Риверс — известный защитник прав ЛГБТ, мира, расового равенства, социальной справедливости и экологии.

## Ранние годы и образование
Диана Дьюер Смит родилась 17 октября 1931 года в Нью-Йорке в семье Шайлера Ноултона Смита и Элизабет Ларок. Риверс выросла недалеко от Морристауна, штат Нью-Джерси. Её родители разошлись до того, как ей исполнилось три года, и её мать вышла замуж в 1934 году в Льюиса Резерфорда Стайвесанта, сына Резерфорда Стайвесанта. Мать Риверс была писательницей и поэтессой, опубликовавшей книгу «Тень сатаны» в 1930 году. Она была дочерью Жозефа Ларока. Отец Риверс женился на Пенелопе Пелхэм Патти в 1954 году. Двоюродными бабками Риверс по материнской линии были писательницы Кэролайн Кинг Дьюер и Элис Дьюер Миллер. Бабушка Риверс по материнской линии, Элеонора Дьюэр Ларок, художница, оказала влияние на её жизнь и помогла познакомить её со скульптором Уильямом Зорахом, у которого Риверс училась и несколько лет жила со своей семьёй в штате Мэн, когда она была подростком. Риверс посещала колледж Купер-Юнион в начале 1950-х.

## Карьера
В 1970 году Риверс отправилась в одиночный поход на запад, чтобы создать новое сообщество. Она провела время в различных коммунах в Нью-Мексико, Орегоне и Калифорнии, включая Hog Farm (дословно — «свиноферма»). Она основала сообщество Сассафрас, пространство только для женщин в долине Боксли. Находясь там, она сменила фамилию на Риверс, чтобы обозначить свою новую жизнь. Её видение состояло в том, чтобы создать специальное сообщество, ориентированное на устойчивую жизнь за пределами обжитых земель. Риверс построила хижину и написала рассказы о своём опыте в Сассафрасе. Здесь она написала свой первый роман. В 1980 году Риверс переехала в Фейетвилл, штат Арканзас, и вместе с 19 другими женщинами создала Ассоциацию земельных владений Озарк. Она состоит из 280 акров (ок. 113 га).
Риверс — автор серии книг «Хадра». В 1987 году она опубликовала свой первый роман «Путешествие в Зелиндар». Это повествование о женщинах, обладающих властью и способностями к чтению мыслей. С 1991 по 1993 год Риверс была организатором месячного шоу искусств и перформансов WomenVision, которое проходило в Канзас-Сити, штат Миссури, и Юрика-Спрингс, штат Арканзас. Она также открыла площадку для искусств и выступлений MatriArts, которая просуществовала три года в Фейетвилле. С 1990 по 1999 год Риверс организовала женскую конференцию и фестиваль Университета Арканзаса, где она была куратором художественной выставки. В 1999 году на конференции она получила премию Wise Woman Award. Риверс — скульптор по цементу. Она была сценаристом Goddess Productions, театральной группы в Фейетвилле.
В 2003 году она опубликовала «Красную линию Ярмальда», которая была номинирована на литературную премию «Лямбда» за научную фантастику, фэнтези и ужасы. В 2005 году Центр мира, справедливости и экологии OMNI признал Риверс Героем мира и справедливости Арканзаса. Риверс основала фестиваль богинь в Фейетвилле в 2008 году. Это недельное мероприятие, которое проводится ежегодно в марте. В 2012 году она получила литературную премию «Золотая корона» в области художественной фантастики за роман «Контрабандист, шпион и паук». Риверс была включена в Книгу Гордости.

## Личная жизнь
В начале 1950-х Риверс вышла замуж за художника Роберта Фолли. Они отправились в путешествие по Европе, чтобы изучать искусство. Их первый сын родился в Париже, после чего они путешествовали на мотоцикле по Франции, Италии и Греции, прежде чем вернуться в Нью-Йорк, где у них родился второй сын. У Риверс родился третий сын в Вест-Найаке, штат Нью-Йорк, прежде чем она переехала в кооператив Гейт-Хилл в Стоуни-Пойнт, штат Нью-Йорк. Риверс развелась с Фолли в 1970 году. Она язычница, лесбиянка и феминистка, которая активно поддерживает права ЛГБТ, мир, расовое равенство, социальную справедливость и экологию. Риверс протестовала против войны во Вьетнаме и войны в Ираке.

## Избранные труды
- Rivers, Diana. Journey to Zelindar: The Personal Account of Sair of Semasi: Book 986 of the Hadra Archives :  [англ.]. — Lace Publications, 1992. — ISBN 9781555833053.
- Rivers, Diana. The Hadra: Book 57, Part 2, of the Hadra Archives, as Recorded by Tazzil of Zelindar for Alyeeta the Witch :  [англ.]. — Lace Publications, 1995. — ISBN 9781555833190.
- Rivers, Diana. Daughters of the Great Star :  [англ.]. — Bella Books[англ.], 2002. — ISBN 9780966807509.
- Rivers, Diana. Clouds of War :  [англ.]. — Bella Books, 2002. — ISBN 9781931513128.
- Rivers, Diana. The Red Line of Yarmald :  [англ.]. — Bella Books, 2003. — ISBN 9781931513234.
- Rivers, Diana. Her Sister's Keeper :  [англ.]. — Bella Books, 2008. — ISBN 9781594931123.
- Rivers, Diana. City of Strangers :  [англ.]. — Bella Books, 2010. — ISBN 9781594931833.
- Rivers, Diana. The Smuggler, the Spy and the Spider :  [англ.]. — Bella Books, 2012. — ISBN 9781594932663.
- Rivers, Diana. Snake Memories and Other Stories :  [англ.]. — Hadra Books, 2015. — ISBN 9780989736220.
- Rivers, Diana. Dancer for the Goddess :  [англ.]. — Goddess Ink, Limited, 2016. — ISBN 9780996961738.